# Подовжувач
Подовжувач — простий електричний елемент, що призначений для урізноманітнення відстаней, на яких можна використовувати електричні прилади.
Подовжувач складається класично з трьох елементів — електричної вилки на одному кінці, провідника певної довжини і електророзетки на іншому кінці проводу.
Різновидом подовжувача є складніший прилад, що називається Мережевий фільтр, який завдяки своїм особливостям у наш час є більш поширеним.